# Hemicordulia tenera
Hemicordulia tenera är en trollsländeart som beskrevs av Maurits Anne Lieftinck 1930. Hemicordulia tenera ingår i släktet Hemicordulia och familjen skimmertrollsländor. IUCN kategoriserar arten globalt som livskraftig. Inga underarter finns listade i Catalogue of Life.